# Georg Grünenfelder
Georg Grünenfelder (Vilters-Wangs, 2 gennaio 1937 – 21 marzo 2016) è stato uno sciatore alpino e allenatore di sci alpino svizzero.

## Biografia
Sciatore polivalente originario di Wangs, Georg Grünenfelder debuttò in campo internazionale in occasione del trofeo Arlberg-Kandahar 1958 (Sankt Anton am Arlberg, 7-9 marzo), dove si classificò 37º nella discesa libera, 34º nello slalom speciale e 33º nella combinata; ai Mondiali di Chamonix 1962 (10-18 febbraio), suo esordio iridato, si piazzò 12º nella discesa libera e 17º nello slalom gigante. Nella successiva stagione 1962-1963 fu 3º nello slalom gigante del Criterium de la première neige (Val-d'Isère, 12-16 dicembre) e vinse quello dell'Internationalen Adelbodner Skitage (Adelboden, 6-7 gennaio); si classificò quindi 2º in quello del Pokal Vitranc (Kranjska Gora, 2-3 marzo) e in quello di Arosa del 24 marzo valido per il trofeo Drei-Gipfel-Rennen (22-24 marzo), nel quale si piazzò anche 3º assoluto.
Ai IX Giochi olimpici invernali di Innsbruck 1964 (29 gennaio-9 febbraio), sua unica presenza olimpica nonché congedo iridato, si classificò 18º nella discesa libera, l'unica gara nella quale prese il via; disputò le sue ultime gare internazionali in occasione della Coppa dei Paesi alpini 1965 (Davos, 9-15 febbraio) e si congedò dalle competizioni ai Campionati svizzeri 1965 disputati a Wengen nel mese di marzo, dove vinse in slalom speciale il suo unico titolo nazionale. Dopo il ritiro divenne allenatore nei quadri della Federazione sciistica della Svizzera; era padre del fondista Andi.

## Palmarès

### Classiche
Internationalen Adelbodner Skitage
- 1 vittoria (slalom gigante ad Adelboden 1963)

### Campionati svizzeri
- 5 medaglie (dati parziali):
  - 1 oro (slalom speciale nel 1965[8])
  - 3 bronzi (discesa libera, slalom speciale nel 1962[11]; slalom speciale nel 1963[12])